# Butha-Buthe District
Butha-Buthe (engelska: Butha-Buthe District) är ett distrikt i Lesotho. Det ligger i den norra delen av landet, 120 km nordost om huvudstaden Maseru. Antalet invånare är 188 480. Arean är 1 767 kvadratkilometer. Butha-Buthe gränsar till Mokhotlong, Leribe District och Fristatsprovinsen. 
Terrängen i Butha-Buthe är varierad.
Butha-Buthe delas in i:
- Makhunoane Community
- Kao Community
- Likila Community
- Linakeng Community
- Lipelaneng Community
- Moteng Community
- Liqobong Community
- Ntelle Community
- Sekhobe Community
- Tsa-le-Moleka Community
- Motete

Följande samhällen finns i Butha-Buthe:
- Butha-Buthe
- Makhunoane